# Oh Laura
Oh Laura – szwedzka grupa indiepopowa ze Sztokholmu, zdobywca nagrody Bursztynowego Słowika na Międzynarodowym Sopot Festival w 2008 roku. Nazwa zespołu pochodzi od imienia jednej z bohaterek serialu Miasteczko Twin Peaks, Laury Palmer.
Debiutancka płyta zespołu A Song Inside My Head, A Demon in My Bed ukazała się w 2007 roku i to z niej pochodzi singiel „Release Me”. Został on wykorzystany w reklamie marki Saab, która ukazała się w Polsce, Norwegii, Wielkiej Brytanii, Szwecji, Hiszpanii, Nowej Zelandii, Australii, Irlandii i Francji. 7 października 2007 zespół wystąpił w trójkowym studiu im. Agnieszki Osieckiej. 10 października 2007 i 15 marca 2008 zespół koncertował w Fabryce Trzciny w Warszawie. 10 września 2008 zespół wystąpił na tarasie Radia Zet w Warszawie. 

## Skład zespołu
- Frida Öhrn – śpiew
- Jocke Olovsson – gitara
- Jörgen Kjellgren – gitara
- Rikard Lidhamn – gitara basowa
- Magnus Olsson – perkusja

## Dyskografia
Single
- 2007: Release Me
- 2007: It Ain't Enough
- 2008: The Mess You Left Behind

Albumy
- 2007: A Song Inside My Head, A Demon in My Bed
- 2012: The Mess We Left Behind